# Kázik Márta
Kázik Márta (Budapest, 1953. július 8. – 2006. március 19.) Munkácsy Mihály-díjas (2006) magyar festő-restaurátor művész.

## Életpályája
- A Magyar Nemzeti Galériában dolgozott faszobrászati restaurátorként.

## Írásai
- Szárnyasoltárok rekonstrukciója és restaurálása a Magyar Nemzeti Galériában.  Múzeumi műtárgyvédelem, IV. 1977.
- Reconstruction et restauration des retables a la Galerie Nationale Hongroise. (franciául)

## Külső hivatkozások
- Magyar Restaurátorkamara
- Keresztelő Szent János-oltár Kisszebenből
- MADONNA-SZOBROK TÜSKEVÁRRÓL
- Mária halála-oltár Dobronyáról